# HD 114386
HD 114386 – gwiazda typu pomarańczowy karzeł, położona w gwiazdozbiorze Centaura w odległości ok. 91 lat świetlnych. Jej obserwowana jasność wynosi 8,71m.
W 2004 roku ogłoszono odkrycie planety HD 114386 b krążącej wokół tej gwiazdy. W 2011 poinformowano o odkryciu kolejnej planety w tym układzie – HD 114386 c.